# Wickett
Wickett è un centro abitato degli Stati Uniti, situata nella contea di Ward, nello Stato del Texas.

## Geografia fisica
Le coordinate geografiche di Wickett sono 31°34'9"N 103°0'25"W (31,569032 -103,006896). Secondo l'United States Census Bureau la città ha una superficie di 1,8 km² interamente coperti da terra. Le città situate nelle vicinanze di Wickett sono Wink, Pyote, Grandfalls, Monahans e Thorntonville. Wickett è situata a 813 m s.l.m.

## Società

### Evoluzione demografica
Secondo il censimento del 2010, Wickett contava 498 abitanti con una densita di popolazione di 276 abitanti per chilometro quadrato. La divisione razziale contava il 79,12% di bianchi, il 2,41% di afroamericani, lo 0,6% di nativi americani, lo 0,2% di asiatici e l'11,24% di altre razze. Gli ispanici e i latini erano il 30,72% della popolazione.